# Ralf Mackenbach

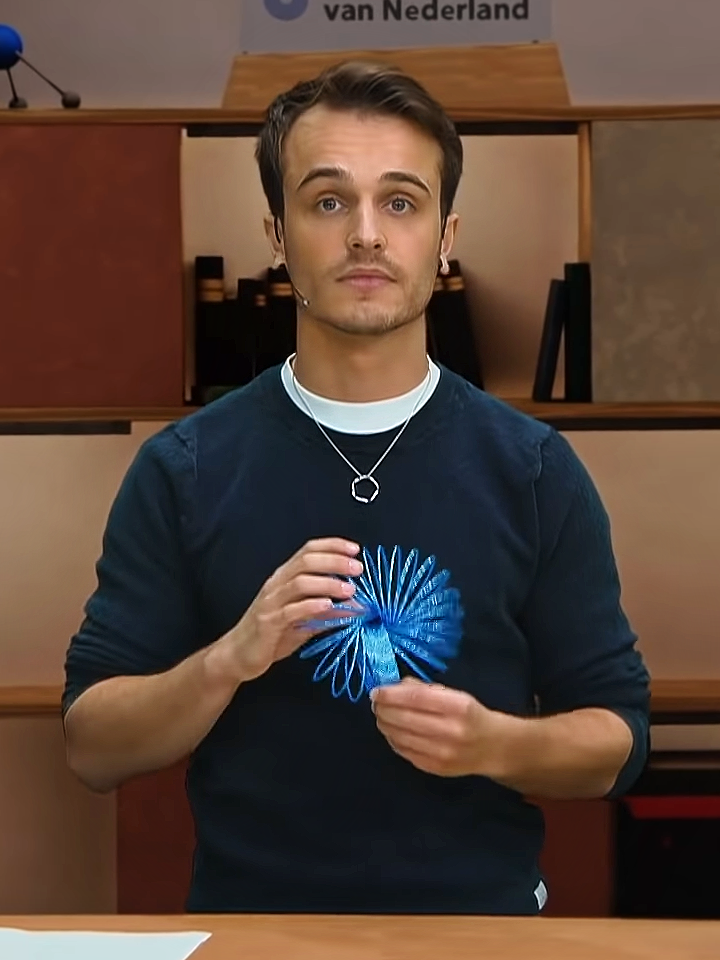
Ralf Mackenbach (2022)

Ralf Mackenbach (* 4. Oktober 1995 in Best) ist ein niederländischer Physiker sowie ehemaliger Sänger, Tänzer und Musicaldarsteller. Er gewann den Junior Eurovision Song Contest 2009 in Kiew mit dem selbstgeschriebenen Song Click Clack.

## Biographie
Mackenbach wurde in Best in der Provinz Noord-Brabant geboren und wuchs dort auf.  Er spielt den kleinen Tarzan im Musical Tarzan in den Niederlanden und Jakopje in der niederländischen Version des Musicals Die Schöne und das Biest. Außerdem hat er die Stimme von Zack in der niederländischen Version der Sitcom Hotel Zack & Cody eingesprochen (Staffel 1, 2 und 3).
Mackenbach besuchte die Dansacademie Lucia Marthas in Amsterdam sowie das Centrum voor de Kunsten (CKE) in Eindhoven.

### Junior Eurovision Song Contest 2009
Am 3. Oktober 2009 gewann der 13-jährige Mackenbach das AVRO Junior Songfestival 2009 mit dem selbstgeschriebenen Lied Click Clack. Mackenbach bekam von der Kinderjury, der Fachjury und dem Publikum zwölf Punkte und wurde so Erster. Das Thema des Liedes ist der Stepptanz, der beim Singen auch ausgeführt wurde. In der Fachjury waren Jeroen van der Boom, Lange Frans und Yolanthe Cabau van Kasbergen. Der Moderator der Sendung war Sipke Jan Bousema.
Er qualifizierte sich hiermit für das Finale des zum siebten Mal organisierten Junior Eurovision Song Contest am 21. November in Kiew (Ukraine). Im Finale gewann er mit 121 Punkten.
Nach seinem Sieg stand Mackenbach im Mittelpunkt der Realityserie Ralf for real, ebenfalls von der AVRO produziert. 2010 brachte Ralf Mackenbach sein erstes Album mit dem Titel Ralf heraus. Es enthält unter anderem auch seine erste englischsprachige Single Secret Girl. In der Hitparade Nederlandse Top 40 kam das Album bis auf Platz 10. 2011 folgte sein zweites Album Moving On, welches mit Platz 29 als höchste Platzierung (Stand: 10. Dezember 2011) weniger erfolgreich war.
Er war außerdem Teil des Interval Acts beim Junior Eurovision Song Contest 2012, der in der niederländischen Hauptstadt Amsterdam stattfand. Ebenso trat er beim Junior Eurovision Song Contest 2022 in Jerewan auf.

### Akademische Laufbahn
Nach seinem Abitur (in den Niederlanden Voorbereidend wetenschappelijk onderwijs bzw. VWO) studierte Mackenbach Physik an der Technischen Universität Eindhoven. Seine Masterarbeit verfasste er dabei über die Numerische Modellierung der Modenpenetration in zylindrischen Geometrien mit M3D-C1.
Im November 2023 promovierte er mit einer Arbeit. Seine Dissertation verfasste er dabei zum Thema Kernfusion.